# Podillea, Barîșivka
Podillea (în ucraineană Поділля) este localitatea de reședință a comunei Podillea din raionul Barîșivka, regiunea Kiev, Ucraina.

## Demografie
Componența lingvistică a localității Podillea
     Ucraineană (98,57%)
     Alte limbi (0,72%)
Conform recensământului din 2001, majoritatea populației localității Podillea era vorbitoare de ucraineană (98,57%), existând în minoritate și vorbitori de alte limbi.